# 哈希姆·萨奇
哈希姆·萨奇（發音：[hä'ʃɪm 'θɑ:t͡ɕɪ] ⓘ；1968年4月24日—），科索沃政治人物，前任科索沃總統，也是前南斯拉夫科索沃獨立運動的參與者。為主張科索沃獨立的科索沃民主黨領袖及以阿爾巴尼亞人主導的前科索沃解放軍領導人。

## 早年生涯
萨奇於1990年代初期就讀普里什蒂納大學時，即是反抗塞爾維亞中央政府的激進學生。他在1993年參與在瑞士蘇黎世的科索沃阿爾巴尼亞裔政治運動，並組織了科索沃解放軍，主張以暴力追求科索沃獨立。其後在不到一年時間內控制了科索沃四分之一的土地。1997年7月，普里什蒂納（現科索沃首都）地方法院缺席審判萨奇有期徒刑10年，指控罪名是「從事恐怖主義」，引起塞爾維亞為首的南斯拉夫聯盟共和國軍警奉命在全境搜捕萨奇。此後萨奇領導科索沃解放軍參與1999年的科索沃戰爭。戰後聯合國派遣特派團託管科索沃，萨奇並創立了科索沃民主黨。經過戰爭和多年爭取後，萨奇所屬的科索沃政府最終於2008年2月17日正式宣佈脱離塞爾維亞獨立，獨立至今獲得幾乎所有歐盟國家和鄰國阿爾巴尼亞承認。

## 2007年科索沃議會選舉
在2007年11月17日舉行的2007年科索沃議會選舉中，萨奇領導的反對黨科索沃民主黨囊括35%選票，可望成為議會第一大黨，而執政黨科索沃民主聯盟只拿下22%的選票。萨奇勢必與科索沃民主聯盟籌組聯合政府，而萨奇也將問鼎下屆總理寶座。而急獨的萨奇也揚言，一旦他接任總理，若美國、俄羅斯和歐洲聯盟主導的科索沃前途談判未能突破僵局，他將在談判期限12月10日後，逕行宣布獨立。2008年1月8日，萨奇正式參加科索沃總理的角逐。他以85票對22票的優勢，當選為科索沃新一任總理，1月9日，萨奇正式接任科索沃總理。

## 宣佈獨立
在當地時間2008年2月17日下午三時，萨奇在科索沃议会召開特別會議中宣讀《科索沃獨立宣言》。該宣言宣告科索沃為「民主、世俗、且多元種族」的國家，同時也強調要與包括塞爾維亞的鄰國建立良好關係，也提及塞爾維亞的「深厚的歷史、商業、社會連繫」並會努力繼續發展此關係。隨後議會進行表決，下午三時四十九分通過《科索沃獨立宣言》；其後在三時五十三分全體國會議員無异议地完成簽署《科索沃獨立宣言》。萨奇順理成章成為科索沃獨立後首位總理。
2008年6月6日，一名刺客持槍攻擊普里什蒂納首相官邸，企圖暗殺萨奇失敗。
2011年2月22日，哈希姆·萨奇获选连任科索沃总理。
2016年4月7日出任科索沃總統。
2020年6月24日，總部位於荷蘭海牙的國際特別檢察官辦公室宣布控告哈希姆·萨奇等人，國際特別檢察官辦公室指稱這些人在1998至1999年期間針對塞族、羅姆人、科索沃阿爾巴尼亞裔政治異見者等犯下戰爭罪及反人道罪，涉及近100宗謀殺。11月5日，薩奇辭去科索沃總統職務。

## 外部連結
- 萨奇 科索沃“火药桶”. 人民日报 《环球人物》杂志 ( 2008-02-16 第4期 ).
- 科索沃大選開票 獨派塔奇宣稱勝選
- 柯索伏議會選舉 主張速獨的反對黨領先（页面存档备份，存于）
- 率科索沃走向獨立的哈辛·塔奇（页面存档备份，存于）

| 政府职务                 | 政府职务                    | 政府职务                          |
| ------------------------ | --------------------------- | --------------------------------- |
| 前任： 布亚尔·布科什     | 科索沃總理 1999年－2000年   | 繼任： 内扎特·达奇                |
| 前任： 阿吉姆·切库       | 科索沃總理 2008年－2014年   | 繼任： 伊萨·穆斯塔法              |
| 前任： 阿蒂費特·亞希雅加 | 科索沃總統 2016年－2020年   | 繼任： 維約薩·奧斯馬尼 （代总统） |
| 政黨職務                 |                             |                                   |
| 前任： 巴伊拉姆·雷杰皮   | 科索沃民主黨黨主席 2004年－ | 繼任： 現任                       |